# Rhodophiala phycelloides
Rhodophiala phycelloides,  es una especie  de planta herbácea perenne, geófita, bulbosa, endémica de Chile.

## Descripción
Es una planta bulbosa y perennifolia que se encuentra en la Cordillera de los Andes centrales en Chile, donde pasa el invierno bajo la nieve. Dispone de 3 a 6 flores rojas tubulares con puntas casi quemadas y los estigmas exertos. Las hojas aparecen con las flores en primavera.

## Taxonomía
Rhodophiala phycelloides fue descrita por (Herb.) Hunz. y publicado en Lorentzia 5: 15, en el año 1985.
Sinonimia
- Habranthus phycelloides Herb., Edwards's Bot. Reg. 17: t. 1417. 1831. basónimo
- Amaryllis phycelloides (Herb.) Steud., Nomencl. Bot., ed. 2, 1: 72. 1840.
- Hippeastrum phycelloides (Herb.) Baker, J. Bot. 16: 83. 1878.
- Myostemma phycelloides (Herb.) Ravenna, Bot. Australis 2: 15. 2003.
- Phycella phycelloides (Herb.) Traub, Pl. Life 9: 60. 1953.[4]